# Fujiang (sockenhuvudort i Kina, Heilongjiang Sheng, lat 46,03, long 127,46)
Fujiang (kinesiska: 富江, 富江乡) är en sockenhuvudort i Kina. Den ligger i provinsen Heilongjiang, i den nordöstra delen av landet, omkring 71 kilometer nordost om provinshuvudstaden Harbin. Antalet invånare är 18 956. Befolkningen består av 9 384 kvinnor och 9 572 män. Barn under 15 år utgör 12,0 %, vuxna 15-64 år 82 %, och äldre över 65 år 5,0 %.
Runt Fujiang är det ganska tätbefolkat, med 144 invånare per kvadratkilometer. Närmaste större samhälle är Bayan, 6,5 km nordväst om Fujiang. Trakten runt Fujiang består till största delen av jordbruksmark.
Genomsnittlig årsnederbörd är 853 millimeter. Den regnigaste månaden är juli, med i genomsnitt 166 mm nederbörd, och den torraste är januari, med 10 mm nederbörd.